# Dave Tomlinson
Dave H. Tomlinson (* 8. Mai 1969 in North Vancouver, British Columbia) ist ein ehemaliger kanadischer Eishockeyspieler, der in der National Hockey League für die Toronto Maple Leafs, Winnipeg Jets und Florida Panthers sowie in der Deutschen Eishockey Liga vor allem für die Adler Mannheim spielte.

## Spielerkarriere
Der 1,78 m große Center begann seine Karriere im Team der Boston University im Spielbetrieb der NCAA, bevor er beim NHL Supplemental Draft 1989 als Dritter in der ersten Runde von den Maple Leafs ausgewählt (gedraftet) wurde.
1991/92 spielte der Linksschütze zunächst für das Toronto-Farmteam St. John’s Maple Leafs in der American Hockey League, doch schon in seiner ersten Spielzeit absolvierte er auch seine ersten NHL-Einsätze. In den folgenden Jahren pendelte Tomlinson immer wieder zwischen den NHL-Franchises und deren Farmteams in den tiefklassigeren Ligen, was sich auch mit seinem Wechsel zu den Winnipeg Jets und später bei den Florida Panthers nicht änderte, sodass der Kanadier zur Saison 1996/97 nach Deutschland wechselte.
Für die Adler Mannheim stand Tomlinson sechs Jahre lang auf dem Eis und gewann insgesamt viermal die Deutsche Meisterschaft – 1997, 1998, 1999 und 2001. Er ist der Spieler mit den viertmeisten Scorerpunkten (302), den viertmeisten Toren (119) und viertmeisten Vorlagen (183) der Adler seit deren Bestehen in der DEL (Stand September 2018). 2002 wechselte Tomlinson zu den Nürnberg Ice Tigers, weitere DEL-Stationen bis zu seinem Wechsel in die Schweiz, wo er seine Karriere 2006 beim EV Zug beendete, waren die Hamburg Freezers und die Krefeld Pinguine.

## Erfolge und Auszeichnungen
- 1996 IHL Second All-Star Team
- 1997 Deutscher Meister mit den Adler Mannheim
- 1998 Deutscher Meister mit den Adler Mannheim
- 1999 Deutscher Meister mit den Adler Mannheim
- 2001 Deutscher Meister mit den Adler Mannheim

## Karrierestatistik
(Legende zur Spielerstatistik: Sp oder GP = absolvierte Spiele; T oder G = erzielte Tore; V oder A = erzielte Assists; Pkt oder Pts = erzielte Scorerpunkte; SM oder PIM = erhaltene Strafminuten; +/− = Plus/Minus-Bilanz; PP = erzielte Überzahltore; SH = erzielte Unterzahltore; GW = erzielte Siegtore; 1 Play-downs/Relegation; Kursiv: Statistik nicht vollständig)